# Józef Bujak
Józef Bujak (ur. 31 października 1898 w Zakopanem, zm. 22 kwietnia 1949 tamże) – kapitan piechoty Wojska Polskiego, narciarz, olimpijczyk z St. Moritz.

## Życiorys

### Kariera wojskowa
Urodzony w Zakopanem jako syn Józefa i Franciszki Karpol. Był najmłodszym z trójki rodzeństwa. W latach 1910–1916 uczęszczał do państwowego Gimnazjum w Nowym Targu. Od 2 lutego 1917 do 3 marca 1918 walczył na froncie rosyjskim, a od 5  marca 1918 20 czerwca 1918 na froncie włoskim. Podczas walk na froncie włoskim  został ranny. We wrześniu 1918 zbiegł ze szpitala w Hebie do Zakopanego. W listopadzie 1918 wstąpił do Wojska Polskiego. Otrzymał przydział do Brygady Strzelców Podhalańskich.  Latem 1920 walczył w wojnie polsko-bolszewickiej. Podczas odwrotu spod Kijowa w bitwie pod Owruczem został ranny. W 1923 zdał maturę jako ekstern. W czerwcu 1924 ukończył kurs dla abiturientów przy Akademii Handlowej w Krakowie. W grudniu 1919 otrzymał stopień podporucznika, a w październiku 1920 na porucznika. Brał udział w formowaniu kompanii wysokogórskiej. Pełnił funkcję instruktora szkolenia. W czerwcu 1919 brał udział w marszu na Spisz. W październiku 1921 odszedł do rezerwy. W 1928 został urzędnikiem w Zakopanem. Od 1933 do września 1939 został naczelnikiem wydziału finansowego. Na stopień kapitana został mianowany ze starszeństwem z 19 marca 1939 i 155. lokatą w korpusie oficerów rezerwy piechoty.
Uczestniczył w kampanii wrześniowej 1939. Po wojnie był naczelnikiem wydziału w zarządzie miejskim. Zmarł 22 kwietnia 1949 w Zakopanem i został pochowany na Nowym Cmentarzu przy ul. Nowotarskiej (kw. N9-1-29).

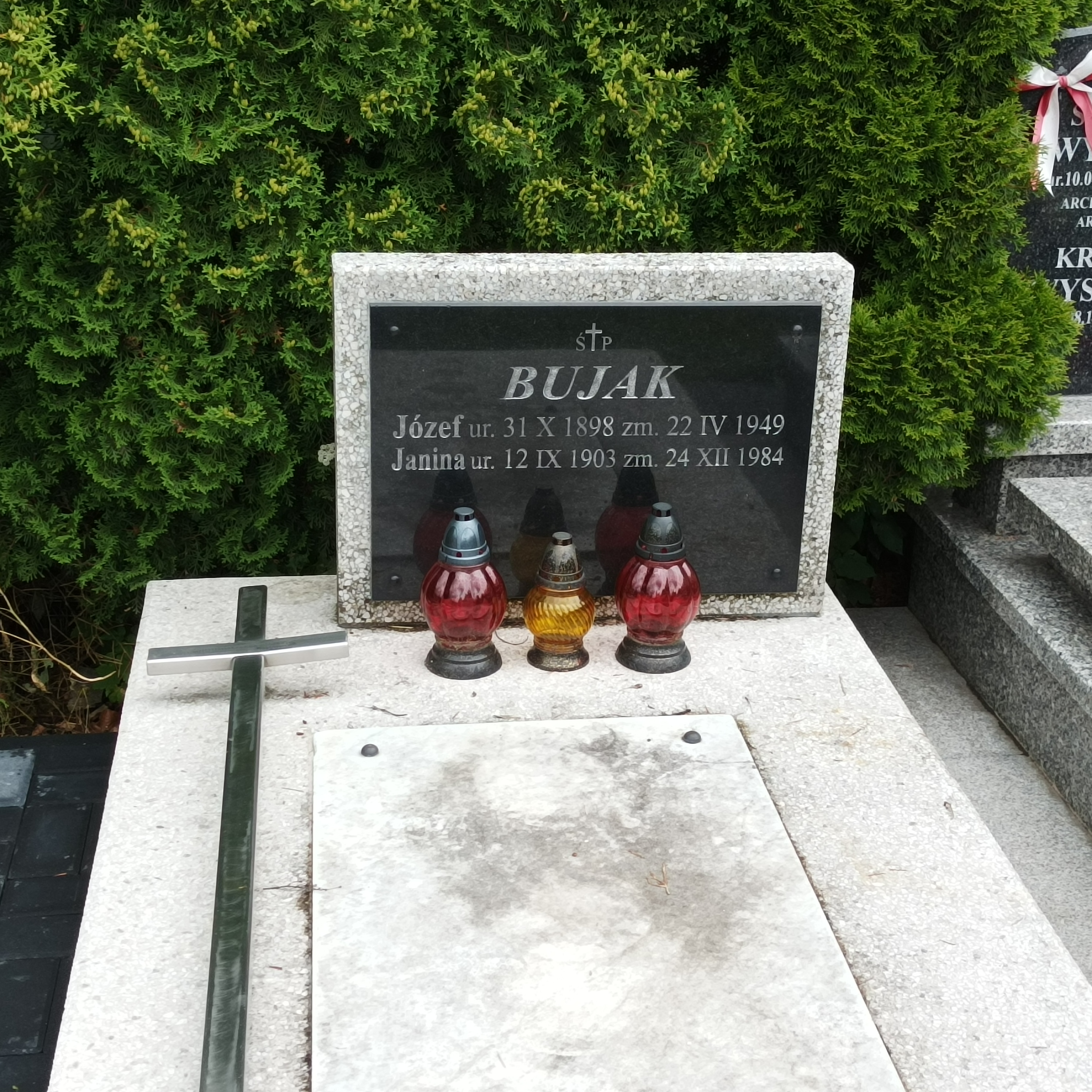
Grób Józefa Bujaka na Nowym Cmentarzu w Zakopanem

### Kariera sportowa
Narciarstwo zaczął uprawiać w szkole średniej. Pierwszym występem Bujaka był start w zawodach 4–5 stycznia 1913 na Kalatówkach. Odniósł zwycięstwo w biegu juniorów. 21–22 lutego 1920 odniósł zwycięstwo w Mistrzostwach Polski w slalomie i 2. miejsce w biegu z przeszkodami. Do 1925 reprezentował Sekcję Narciarską polskiego Towarzystwa Tatrzańskiego Zakopanem. Od 1926 reprezentował Sokoła Zakopane. W 1925 zwyciężył w mistrzostwach Polski w narciarskim biegu na 30 km zajął 2. miejsce na 18 km. W 1926 zajął 2. miejsce w mistrzostwach Polski w narciarskim biegu na 18 km. W 1925 i 1926 wygrał klasyfikację Przeglądu Sportowego na  najlepszego narciarza konkurencji biegowych a w latach 1927–1928 zajmował drugie miejsce w tej klasyfikacji. Podczas igrzysk olimpijskich w Sankt Moritz w 1928 zajął 18. miejsce w biegu narciarskim na dystansie 18 km oraz 19. miejsce w biegu narciarskim na 30 km. Na Mistrzostwach Świata 1929 został ze startów w biegach wykluczony przez komisję lekarską ze względu na podejrzenie żółtaczki

## Osiągnięcia
- 1920 – 1. miejsce w mistrzostwach Polski w narciarstwie alpejskim w slalomie
- 1925 – 1. miejsce w mistrzostwach Polski w narciarskim biegu na 30 km
- 1926 – 1. miejsce w mistrzostwach Polski w narciarskim biegu na 18 km
- 1926 – 3. miejsce w mistrzostwach Polski w skokach narciarskich
- 1927 – 1. miejsce w mistrzostwach Polski w narciarskim biegu na 18 km
- 1928:
  - 18. miejsce na Zimowych Igrzyskach Olimpijskich 1928 w biegu na 18 km
  - 19. miejsce na Zimowych Igrzyskach Olimpijskich 1928 w biegu na 50 km

## Ordery i odznaczenia
- Srebrny Krzyż Zasługi (19 marca 1931)[7]

## Nagrody i wyróżnienia
- 1925 – zwycięzca klasyfikacji Przeglądu Sportowego na najlepszego narciarza
- 1926 – zwycięzca klasyfikacji Przeglądu Sportowego na najlepszego narciarza